# والتر بولوك
والتر بولوك (بالإنجليزية: Walter Bullock)‏ هو مؤلف وملحن وكاتب سيناريو وكاتب وكاتب أغاني أمريكي، ولد في 6 مايو 1907 في شيلبورن في الولايات المتحدة، وتوفي في 13 يوليو 1953 في لوس أنجلوس في الولايات المتحدة.

## وصلات خارجية
- والتر بولوك على موقع IMDb (الإنجليزية)
- والتر بولوك على موقع ألو سيني (الفرنسية)
- والتر بولوك على موقع ميوزك برينز (الإنجليزية)
- والتر بولوك على موقع أول موفي (الإنجليزية)
- والتر بولوك على موقع قاعدة بيانات برودواي على الإنترنت (الإنجليزية)
- والتر بولوك على موقع قاعدة بيانات الأفلام السويدية (السويدية)
- والتر بولوك على موقع قاعدة بيانات الفيلم (الإنجليزية)
- والتر بولوك على موقع كينوبويسك (الروسية)